# 杉菜水姫
杉菜 水姫（すぎな みき）は日本の原画家、イラストレーター兼ディレクター。有限会社グングニルの代表取締役。本名は青木 史生。栃木県出身。

## 経歴
プロボクサーを目指して上京したが、1年ほどで故障しボクシングを続けられなくなる。その後気持ちを切り替え、「ゲームを作りたい」というもう1つの夢のためにゲーム系の専門学校で勉強をする。最初はコンシューマ系ゲームを作りたいと考えていたが、専門学校での仲間との付き合いの中で美少女ゲーム業界もいい、と考えるようになる。グラフィッカーとしてミンクに入社し、3 - 4年後に『蒐集者』で初めて原画を担当。後に九頭龍に移籍し、その後、有限会社グングニルを設立し現在に至る。

## 主な作品

### ゲーム
- 蒐集者（ミンク）
- 英才狂育（九頭龍）
- カルタグラ 〜ツキ狂イノ病〜
  - カルタグラ 〜魂ノ苦悩〜（PS2移植版）
- PP -ピアニッシモ- 操リ人形ノ輪舞
- 和み匣 Innocent Greyファンディスク
- 私は私のまま、誰にでも変われる（ゲストキャラのみ）
- 殻ノ少女
- クロウカシス 七憑キノ贄
- 虚ノ少女
- FLOWERS (※スギナミキ名義)
- 天ノ少女[2]

### イラスト
- 橘真児 『Ensemble〜ぼくの妹』（美少女文庫） - イラスト
- 水碕睦月 『カルタグラ』（ゲームのノベライズ、上下巻、ハーヴェスト出版） - 表紙イラスト、挿絵
- 『雪白学園のゆかいな人々 双子の幼なじみに告白されました。』（ドラマCD、MUJINA） - ジャケットイラスト
- 霜月はるか 『Traumerei』（Innocent Grey） - ジャケットイラスト

### 漫画
- 殻ノ少女（コミックメガストア2008年10月号掲載、読切作品）

### 画集
- カルタグラ Art Works Disorder
- PP ピアニッシモ 操リ人形ノ輪舞 ビジュアル・ガイドブック ISBN 978-4861763786
- 濡烏 ISBN 978-4-8625-2699-1
- クロウカシス 七憑キノ贄 杉菜水姫アートワークス ISBN 978-4-8643-6071-5
- 花葬

## ラジオ出演
- インターネットラジオ 私誰ラジオ（第10回・第11回ゲスト）
- 霜月はるかのFrost Moon Cafe（第123回・第124回ゲスト）